# Modingsören
Modingsören är en ö i Åland (Finland). Den ligger i Skärgårdshavet och i kommunen Kumlinge i landskapet Åland, i den sydvästra delen av landet. Ön ligger omkring 49 kilometer nordöst om Mariehamn och omkring 240 kilometer väster om Helsingfors.
Öns area är 4,1 hektar och dess största längd är 300 meter i öst-västlig riktning.
Runt Modingsören är det mycket glesbefolkat, med 5 invånare per kvadratkilometer.